# 卢英敏
盧英敏（1957年11月25日—），韓國政治人物，前大韩民国总统秘书室长、第17~19屆韩国国会议员，第12任韩国驻华大使。就读延世大学期间，曾因参加反对朴正熙独裁的学生运动而被捕入狱，后来被延世大学开除，直至1990年才拿到学位。他进入政界前还曾参加工人运动，担任电工。他曾辅佐卢武铉、文在寅参选总统，有韩国媒体将他视为文在寅的亲信。

## 求学、学生运动与工人运动
盧英敏生于忠清北道清州市，1976年考入延世大学。由于参加学生运动，14年后卢英敏才从延世大学经营学系毕业，获得学士学位。1977年，卢英敏因参与反朴正熙的运动而被逮捕入狱。1978年，卢英敏在狱中参与了拒绝承认統一主體國民會議代议员选举结果的运动，遭到追加起诉。統一主體國民會議是朴正熙主持设立的机构，其职能之一为选举韩国总统、助朴正熙连任。1979年，卢英敏得到特赦，出狱。1980年，因支持、响应光州民主化運動，卢英敏被警方通缉，延世大学将他开除。直至韩国军事独裁结束，卢英敏才在1990年拿到学士学位。
卢英敏被延世大学开除之后，到汉城、烏山、清州等地参与工人运动。为此，他学习了电工知识。据卢英敏回忆，从政之前他当过15年的电工技师。

## 从政
2000年，金大中筹建新千年民主党，任命卢英敏为建党筹备委员，他由此踏入政坛。2004年、2008年、2012年，他连续当选第17、18、19届韩国国会议员。他曾担任一些民主党党职，包括议会民主党政策委副议长、副党鞭、发言人等。2002年韓國總統選舉卢武铉竞选韩国总统时，卢英敏担任选举对策委员会忠清北道本部长。2012年韓國總統選舉時，卢英敏擔任候選人文在寅的秘書室室長。有韩国媒体将他视为文在寅最为信任的亲信。2015年文在寅竞选共同民主党党首时曾对媒体声称，重要政务他都会与卢英敏讨论。2017年韓國總統選舉文在寅再次参选，卢英敏担任竞选对策委员会组织本部长，帮助文在寅成功当选。
2017年8月30日，青瓦台透露总统文在寅已提名盧英敏接替卸任的金章洙出任驻中华人民共和国大使。10月10日，卢英敏赴中履任。10月25日，总统文在寅在青瓦台向卢英敏颁发了任命书。12月5日，卢英敏在北京人民大会堂向中国国家主席习近平递交了国书。卢英敏出任韩国驻华大使时，由于此前的韓國部署薩德反導彈系統事件，韩中关系正处在紧张状态。赴任之前，他在采访中表示理解中国担忧萨德系统入韩，在华韩国企业经营困难不能归因于中国因萨德而开展报复。韩国保守派媒体为此强烈批评了卢英敏。
2019年1月8日，卢英敏返回韩國。当天，青瓦台公布幕僚团队改组结果，卢英敏出任青瓦台秘書室室長。
2020年8月7日，因總統支持率持續下降，盧英敏以及旗下5名總統秘書一起向文在寅提出辭呈。
2022年，卢英敏因為延坪岛海域枪杀韩国公务员事件多次受到詢問和調查。

## 个人生活
卢英敏已婚，夫人名叫崔英粉，兩人育有两个儿子。他热爱诗歌，喜欢中国古诗，出版过几本诗集。